# هازجة ذهبية الأجنحة
الهازجة ذهبية الأجنحة (باللاتينية: Vermivora chrysoptera) هي من هوازج العالم الجديد. تتكاثر في جنوب شرق وجنوب وسط كندا وأيضاً في الشمال الشرقي لكندا في جبال الأبلاش، إلى الشمال الأوسط للولايات المتحدة. وأغلب الجماعات (حوالي 70%) من كامل المجموع العالمي، تتكاثر في ويسكونسن، ومينيسوتا، ومانيتوبا. وتتوسع أعداد الهازجة ذهبية الأجنحة ببطئ نحو الشمال، ولكن في العموم تتقلص أعدادها حول نطاقها، كنتيجة لفقدانها مواطنها، ونتيجة للتهجين مع النوع القريب جداً منها الهازجة الزرقاء الأجنحة (باللاتينية: Vermivora cyanoptera).

## التسمية
اسم الجنس Vermivora  مُشتق من الكلمة اللاتينية vermis التي تعني «دودة»، و vorare تعني «الافتراس»، والمحددة chrysoptera مُشتق من الكلمة الإغريقية khrusos والتي تعني «ذهب» و pteron تعني «جناح».

## الوصف
تعتبر هذه الهازجة صغيرة، يبلغ طولها 11.6 سم، وتزن 8-10 غرام. ولدى الذكر عنق أسود (العنق يشابه البقعة على تلك التي في طائر الشيكادي)، وفيه بقعة سوداء على الأذن محاطة باللون الأبيض، تاج أصفر وبقعة في الجناح. ولدى الإناث نفس نمط الألوان، ولكن اللون الأسود يستبدل بلون رمادي فاتح. وفي كلا الجنسين، يبرز اللون الأبيض الممتد على الذيل من الأسفل. يكون لون الأجزاء السفلية أبيض رمادي، والمنقار طويل ونحيل. وعلى عكس معظم الهوازج، يمكن تمييز جنس صغارها بسرعة (باستخدام لون البقعة التي على العنق) بحوالي 15 يوم بعد اكتمال نمو الريش.